# Euhylecoetes rhodophylla
Euhylecoetes rhodophylla är en fjärilsart som beskrevs av Diakonoff 1954. Euhylecoetes rhodophylla ingår i släktet Euhylecoetes och familjen praktmalar, Oecophoridae. Inga underarter finns listade i Catalogue of Life.